# Ingénierie touristique et culturelle
 (mars 2012).
Si vous disposez d'ouvrages ou d'articles de référence ou si vous connaissez des sites web de qualité traitant du thème abordé ici, merci de compléter l'article en donnant les références utiles à sa vérifiabilité et en les liant à la section « Notes et références ».
L’ingénierie touristique et culturelle est un outil de développement des territoires et de sites touristiques, culturels ou de loisirs.
Elle met à disposition des maîtres d’ouvrages un ensemble de compétences variées qui peuvent être mobilisées à toutes les étapes des projets :
- stratégie territoriale, études des publics ;
- conception, opportunité et préfiguration des projets ;
- programmation et mise en œuvre ;
- accompagnement et assistance auprès de la maîtrise d’ouvrage
- formation, gestion, commercialisation, communication…
- audit, évaluation…

L’ingénierie touristique et culturelle est un outil d’aide à la décision ainsi qu’une ressource de compétences pour la mise en œuvre des projets et leur exploitation.

## Organisation de l’ingénierie touristique et culturelle
Attentif aux logiques de développement des territoires, l’ingénierie touristique et culturelle met le(s) public(s) au centre de ses actions. La démarche marketing, en tenant compte des objectifs du commanditaire, qu’il soit public ou privé, inspire donc la plupart des propositions. 
Les spécificités fortes des différents secteurs d’intervention font que les agences se sont souvent spécialisées :
- ingénierie touristique généraliste : elle intervient essentiellement sur les territoires et équipements touristiques, tels les hébergements, la restauration, l’organisation touristique des territoires, le marketing territorial…
- ingénierie culturelle : ces agences connaissent les conditions propres du secteur culturel, en premier lieu la réglementation, les missions de services publics liées à la culture et aux patrimoines. Enfin, elles disposent d’une culture générale importante et de nombreuses connaissances particulières ainsi que des réseaux d’experts associés ;
- activités de loisirs et sportives : ces agences sont spécialisées sur des domaines pointus : filières touristiques (randonnées, activités équestres, trains touristiques…), sports (loisirs nautiques, sports de compétition, sports extrêmes…).
- des thématiques transversales sont prises en compte avec plus ou moins de sensibilité par les agences : développement durable, éco-tourisme, éthicité…

## Les agences d’ingénierie touristiques et culturelle
La plupart des agences d’ingénierie touristique et culturelle sont membres de CINOV Tourisme Culture Loisirs ex Géfil, seul syndicat professionnel dans ce domaine d’activité et qui regroupe une part essentielle des acteurs du secteur.

## Les sources
- Radiographie de l'ingénierie touristique française, Guy de Boiville, Didier Moulin, Jean-Paul Champeaux, Article extrait de la revue Espaces n°197, Editions Espaces tourisme & loisirs.
- Ingénierie touristique et culturelle. Qualification professionnelle prévue pour l'an 2000, Jacques Perret (Irap), Editions Espaces tourisme & loisirs - Collection CAHIERS ESPACES.
- L'AFIT et l'ingénierie touristique privée. Dix ans de collaboration fructueuse. Louis-Noël Netter. Editions Espaces tourisme & loisirs - Collection REVUE ESPACES
- Approche de l'ingénierie touristique européenne, Atout France (ex ODIT), Editeur : Atout France (ex ODIT France), 2001
- gefil.org
- afit.fr
- revue-espaces.com
- afest.org
- « www.tourisme.gouv.fr »(Archive.org • Wikiwix • Archive.is • Google • Que faire ?)
- tourisme.gouv.fr